# Febris Erotica
Febris Erotica (лат. «Эротическая лихорадка») — второй релиз российской симфо-пауэр-метал-группы Catharsis. Выпущен в 1999 году.
Журнал Rock City, сравнивая этот альбом с предыдущим, пишет, что они отличаются как «небо и земля», и называет Febris Erotica первой профессиональной работой группы. Рецензент обращает внимание на качественно выполнение оформление диска. Стиль группы также претерпел изменения, предыдущий альбом был в стиле дум-метал, здесь же от этого стиля осталось только использование клавишных. В целом альбом не характеризуется как «вершина творчества», однако указывается, что это шаг по направлению к профессиональному творчеству.
В работе над альбомом принимали участие сессионные музыканты: вокалист Андрей Капачев, бас-гитарист Роман Сенькин. Запись альбома производилась на студии SNC под руководством звукорежиссёра Евгения Трушина.
В 2004 году было выпущено переиздание, двойной альбом Dea & Febris Erotica, период творчества группы, который охватывают эти альбомы, журнал Dark City описал как прогрессивный пауэр.

## Список композиций
Автор всех песен — Антон Арих.
| №  | Название                | Длительность |
| -- | ----------------------- | ------------ |
| 1. | «Silentium»             | 1:24         |
| 2. | «Febris Erotica»        | 5:27         |
| 3. | «Towards The Acme»      | 4:45         |
| 4. | «Taedium Vitae Part I»  | 6:16         |
| 5. | «Taedium Vitae Part II» | 3:53         |

## Участники записи
- Игорь «Jeff» Поляков — ритм-гитара, акустическая гитара
- Julia Red — клавишные, звуковые эффекты
- Anthony Arikh — лидер- и акустическая гитары
- Владимир Мучнов — ударные
- Роман Сенькин — бас-гитара (End Zone)
- Андрей Капачев — вокал (I.N.R.I.)